# Montano Lucino
Montano Lucino (Muntàn e Lüscìn in dialetto comasco, AFI: /muŋˈtaŋ/ e /lyˈʃiŋ/) è un comune italiano di 5 483 abitanti della provincia di Como in Lombardia.

## Origini del nome
Si ritiene che entrambi i termini che compongono l'attuale toponimo siano di epoca romana: Montano deriverebbe da montanus ("montuoso"), e Lucino da lucinus (lucus, bosco sacro) o dal nome di persona Licinio. In un'opera di Cesare Cantù, il territorio lucinese era indicato con il toponimo "Caneda".

## Storia
È opinione diffusa che il primo villaggio neolitico del comasco (3500 a.C.) sia situabile nel territorio di Montano Lucino. A questo periodo risalgono infatti alcuni pezzi di vasellame rinvenuti sul territorio, oltre ad alcune selci ancor più anteriori di circa 1500 anni.
In età comunale, Lucino, che disponeva di una rocca di origine gallica, parteggiava per i comaschi contro Milano. La fortezza, probabilmente collocata laddove oggi si trova la cosiddetta Curt dei Vincenzitt, fu rasa al suolo nel 1242 dai milanesi, venuti in possesso della rocca a seguito del tradimento di un certo Arialdo Advocato.
Gli annessi agli Statuti di Como del 1335 riportano i "comunia locorum de Montano de Trevino" e il "comune loci de Lucino" tra i comuni che, all'interno della pieve di Fino, avevano il compito di garantire la manutenzione di alcune strade, rispettivamente:
- la “stratam de Cardevio a platea que est ad domos quondam Alberti Zanforgi usque ad Sassum de Cardevio” per la comunita di Montano e Trivino;[7]
- la “stratam a stricta que est prope domos de Breda a manu dextra eundo versus Torrigiam usque ad strictam Bevulcham" per il comune di Lucino.[8]

Sempre nella stessa pieve, nel 1751 il comune di Montano aveva già giurisdizione sui cassinaggi di Vetello, Grisono, Grignola, Lucivosco, Cantalupo, Trivino e Dasso, mentre il comune di Lucino su quelli di  “Lucino al Monte”, Arcisà, “Cassina La Cà” e “Cimiee”. In particolare, l'aggregazione a Lucino della Cassina de Scimiè (che risultava dipendere da Lucino solo per quanto concerneva gli aspetti religiosi) avvenne proprio in quell'anno, al termine di un lungo periodo (iniziato non dopo il 1652) in cui la terra di "Cimerio" aveva costituito un comune autonomo della pieve di Fino.
Nello stesso periodo, i due comuni di Montano e di Lucino risultano già essersi redenti dall'infeudazione ma ancora soggetti al pagamento quindecennale relativo al riscatto.
Tra il 1756 e il 1757 Montano venne definitivamente a comprendere anche il territorio della "Cassina de Casarigo" (anch'essa libera dall'infeudazione, nonostante nel 1652 figurasse, come Cassarica, tra le terre plebane messe all'asta dal governo spagnolo dello Stato di Milano), che poco tempo prima era stata aggregata al comune di Gironico al Monte dopo aver costituito una piccola entità comunale nella pieve di Uggiate già nel XVI secolo. Ciononostante, dai registri parrocchiali di Maccio (da cui Casarico risulta tuttora dipendere dal punto di vista religioso) emerge come, alla fine del XVI secolo, il territorio di Casarico ricadesse entro i confini parrocchiali e comunali maccesi.
Un decreto di riorganizzazione amministrativa del Regno d'Italia napoleonico datato 1807 sancì per il comune di Montano l'aggregazione a Gironico, mentre per quello di Lucino l'incorporazione a Como. Le decisioni napoleoniche non sopravvissero alla Restaurazione, che comportò la ricostituzione di Montano e di Lucino come due entità comunali autonome.
In seguito all'unità d'Italia, nel 1863 il comune di Montano cambiò la sua denominazione in "Montano Comasco" (R.D. 28 giugno 1863, n.1.426).
Nel 1928 Montano Comasco e Lucino vennero uniti in un unico comune chiamato "Montano Lucino" (R.D. 26 aprile 1928, n. 1086).

### Simboli
Lo stemma e il gonfalone sono stati concessi con il decreto del presidente della Repubblica del 29 agosto 1974.

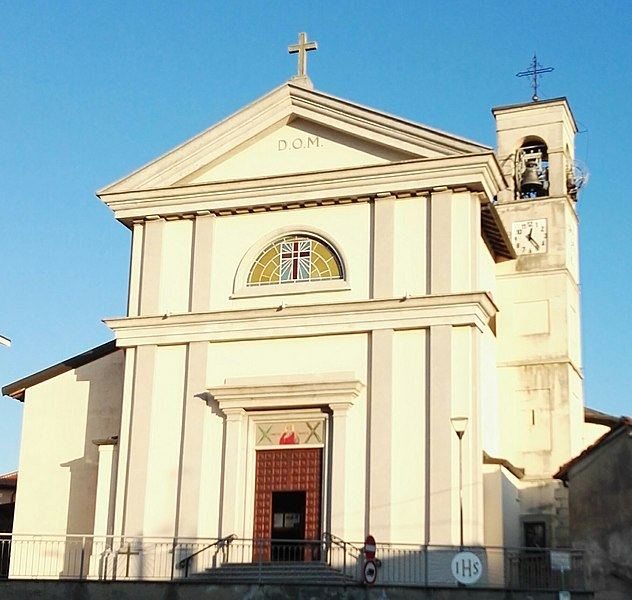
Chiesa di S. Andrea

Il gonfalone è un drappo di verde.

## Monumenti e luoghi d'interesse

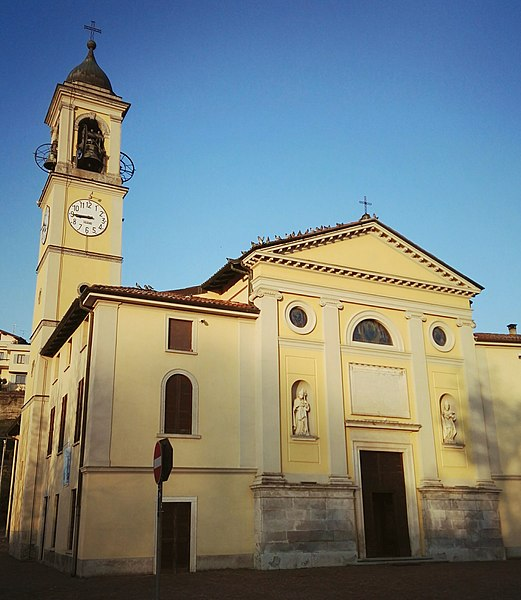
Chiesa di S. Giorgio

### Architetture civili

#### Villa Olginati
Villa Olginati fu costruita dall'omonima famiglia nella frazione di Lucinasco nella seconda metà del XVIII secolo. Circa un secolo più tardi, la villa fu oggetto di importanti rimaneggiamenti, realizzati su commissione di Luigi Olginati. Su volontà di Carlotta Olginati, ultima erede della famiglia, nel 1931 la struttura fu riadattata a orfanotrofio. Ulteriori ristrutturazioni si registrarono nel 1967 e comportarono, in particolare, un ampliamento dell'ala ovest.
La villa si presenta come un edificio con pianta a "U" aperta verso il cortile sud, sul quale si affaccia un porticato realizzato nel corso degli interventi commissionati da Luigi Olginati. La facciata ovest lascia trasparire i volumi dell'antica cappella gentilizia, nella quale si conservano dipinti di Panfilo Nuvolone e degli allievi di Tintoretto, oltre a un paliotto in scagliola riconducibili a maestranze provenienti dalla Valtellina.

#### Villa Gonzaga
Grisonno ospita i ruderi di Villa Gonzaga (XII secolo), ancora attestata nel catasto teresiano del 1722 e immersa in un parco di 30 ettari.

#### Altro
- Palazzo Tatti, a Montano,[19] costruita tra la fine del XIX secolo e l'inizio del XX secolo[5]
- Villa Carabba Tettamanti[19] (XVIII-XIX secolo), a Montano[23]
- Villa Luzzani[19]
- Complesso rurale di Casarico, fondato presumibilmente dai benedettini che si erano insediati nella vicina località Castello di Lurate.[24]

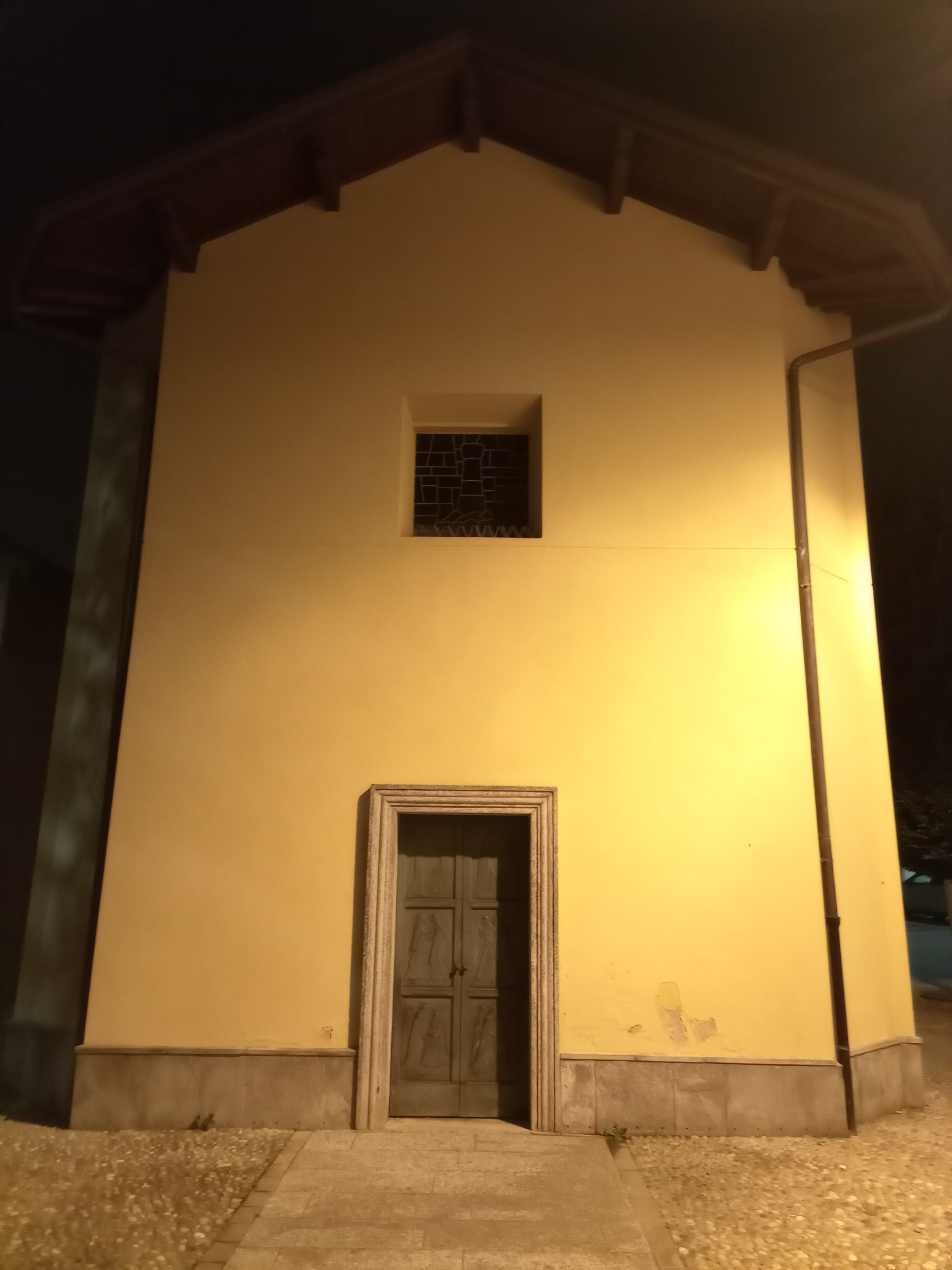
Santuario della Madonna delle Grazie

### Architetture religiose

#### Chiesa di Sant'Andrea
Situata nella frazione di Montano, la chiesa di Sant'Andrea, oggetto di importanti ristrutturazioni negli anni 1948-1950, era già citata come chiesa parrocchiale negli atti della visita pastorale compiuta dal vescovo Ninguarda alla fine del XVI secolo. Le origini della chiesa sono infatti precedenti al Cinquecento.

#### Chiesa di San Giorgio
Situata nella frazione di Lucino, anche la chiesa di San Giorgio era stata originariamente edificata prima del Cinquecento ed è ricordata negli atti delle visite pastorali del XVI secolo. Ricostruita nel 1674, quindici anni dopo fu interessata da nuovi interventi di abbellimento.
Nel 1842 la chiesa venne ulteriormente ampliata e fu realizzata la nuova facciata.

#### Altro
- Santuario della Madonna delle Grazie, costruito a Lucino intorno al 1665[30]
- Ex Collegiata di S. Maria, ora sconsacrata di proprietà della famiglia Avogadro. Era la chiesa di cui abbiamo la testimonianza storica scritta più antica, la sua fondazione è precedente al 1295, risulta dai resoconti della decima papale indetta da Bonifacio VIII per il triennio 1295-98, in cui si cita la chiesa di S. Maria come collegiata con tre preti[31]
- Oratorio di Villa Olginati, intitolato alla Vergine Assunta[19]
- Cappella del cimitero di Montano, decorata da vetrate di Alfonso Salardi[5]

## Società

### Evoluzione demografica

#### Demografia pre-unitaria
- 1751: 240 abitanti a Montano, 250 a Lucino, 15 a Cassina di Scimè e 38 a Casarico[7][8][9][11]
- 1771: 253 abitanti a Montano e 399 a Lucino[32][33]
- 1799: 263 abitanti a Montano e 408 a Lucino[13][14]
- 1805: 256 abitanti a Montano e 433 a Lucino[13][14]
- 1853: 553 abitanti a Montano e 601 a Lucino[15][16]

#### Demografia post-unitaria
Abitanti censiti

### Istituzioni, enti e associazioni
| Nome                                                          | Ambito                       |
| ------------------------------------------------------------- | ---------------------------- |
| Associazione Combattenti e Reduci sez. di Lucino              | Cultura                      |
| Associazione Combattenti e Reduci sez. di Montano             | Cultura                      |
| Ass. Naz. Alpini - Sez. di Como - Gruppo di Montano Lucino    | Tempo Libero                 |
| Gruppo Folcloristico di Montano Lucino                        | Cultura / Manifestazioni     |
| G.E.S.C. - Gruppo Ecologico Studenti Comaschi ONLUS           | Ambiente / Protezione Civile |
| Il Focolare                                                   | Tempo Libero                 |
| Polisportiva Aurora                                           | Sport                        |
| Associazione Volontari                                        | Servizi sociali              |
| Istituto Comprensivo "Don Carlo San Martino - Villa Olginati" | Istruzione                   |

## Cultura

### Eventi
- Fiera Zootecnica Settembrina

Dal 1978 si svolge questa fiera organizzata dal "Gruppo Folcloristico di Montano Lucino" in collaborazione con l'Amministrazione Comunale. La più importante tra le manifestazioni del paese, per tradizione inizia il 3º sabato del mese di settembre e si conclude dopo 3 giorni, il lunedì.
La manifestazione è atta alla promozione del mondo zootecnico ed agricolo, con rassegne di cavalli, bovini da allevamento e da macello. Durante tutta la durata è possibile gustare piatti e prodotti tipici della tradizione lombarda. Sono inoltre presenti bancarelle e spettacoli folcloristici con majorette e gruppi musicali.
- Sagra del Pizzocchero

Una sagra di giovane età che ha preso subito piede. Si svolge nel mese di maggio, ha durata di due giorni. Vengono proposti tipici prodotti valtellinesi, accompagnati da intrattenimento musicale nelle ore serali.
- Sagra del Pesce

La più recente delle manifestazioni del paese. Si svolge nel mese di giugno, ha durata di due giorni. Vengono proposti piatti tipici a base di pesce di lago (misultin, pesce di lago in carpione, alborelle) e classici piatti della tradizione italiana, come fritto misto e pasta allo scoglio.
La festa è accompagnata da intrattenimento musicale serale.

## Infrastrutture e trasporti
Attraversata dalla via Varesina, (Strada statale 342 Briantea), fra il 1910 e il 1955 la località era servita da una fermata posta lungo la Tranvia Como-Appiano Gentile-Mozzate. La linea Asf Autolinee C71 collega Montano Lucino a Como,mentre la linea C70 collega lucino a Como.